# Kim Gabrielson
Kim Mats Gabriel Gabrielson, född 15 september 1945, är en svensk historie- och samhällsförfattare och kunnig inom folkmord och tortyr, bosatt i Uppsala.